# 路易-费迪南·塞利纳
路易-费迪南·塞利纳（法語：Louis-Ferdinand Céline，法語發音：[lwi fɛʁdinɑ̃ selin] ⓘ；1894年5月27日—1961年7月1日）為法國作家，原名路易·费迪南·德图什（法語：Louis Ferdinand Destouches），“塞利纳”這個筆名來自他祖母和母親的名字。塞利纳被认为是20世纪最有影响的文学家之一，通过运用新的写作手法，他使得法国及整个世界文学走向现代。然而他也是一个有争议的人物，因为他在1937年及二战中发表过一些激进的反犹宣言。

## 生平

### 早年

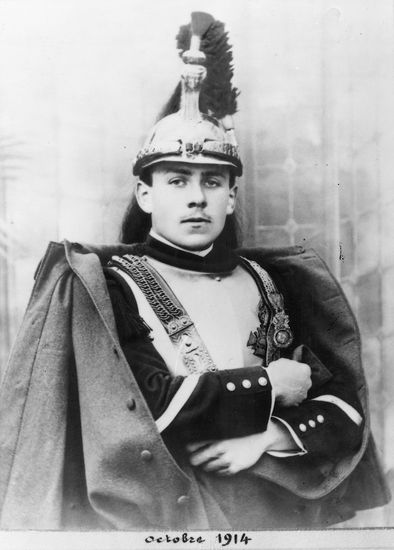
塞利纳戎装照（摄于1914年）

塞利纳是费迪南-奥古斯特·德古什和玛格丽特-露易丝-塞利纳·吉由的长子，1894年5月27日生于库尔贝瓦。他父亲是保险公司的小职员，母亲是织造工人。他1905年开始到不同商行当学徒。1908年至1910年他被父母送去德国和英国，在每个国家各待一年，以学习外语。1912年，摩纳哥危机过后，法国民族主义高涨，对巴黎的知识阶层产生冲击，塞利纳也加入了第12骑兵团，驻扎在兰布莱，为期3年。1914年10月，他在Ypres附近的军事行动中受伤，11月被授予“军事奖章”，12月成为l'Illustré National的封面人物。他头部的伤势使他之后经常发生耳鸣。1915年他的胳膊受了伤，军方声称他的身体不再适合服役。他被送往伦敦，为护照办公室工作。在伦敦他娶了Suzanne Nebout，一年后离异。1916年他随法国木材公司去了喀麦隆，1917年回国。接下来的三年他为布列塔尼的洛克菲勒基金会工作，提供关于肺结核的信息，同时也在雷恩学习。1919年完成学习，并与伊迪斯·福莱特、雷内医科学校校长的女儿结婚。1920年女儿科莱特降生。1924年他获得了医学学位，他为此写了关于伊格纳兹·塞麦尔维的博士论文。1925年他离开了家，為新建立的国联工作，其間旅居瑞士、英国、喀麦隆、加拿大、美国和古巴。1928年他在蒙马特开办了私人诊所，专注于产科学。1931年关掉诊所，进公立医院工作。1932年完成了小说《茫茫黑夜漫游》（Voyage au bout de la nuit，又译《长夜行》），差点就得到了龚古尔文学奖，得到了雷多诺文学奖。

### 文学生涯

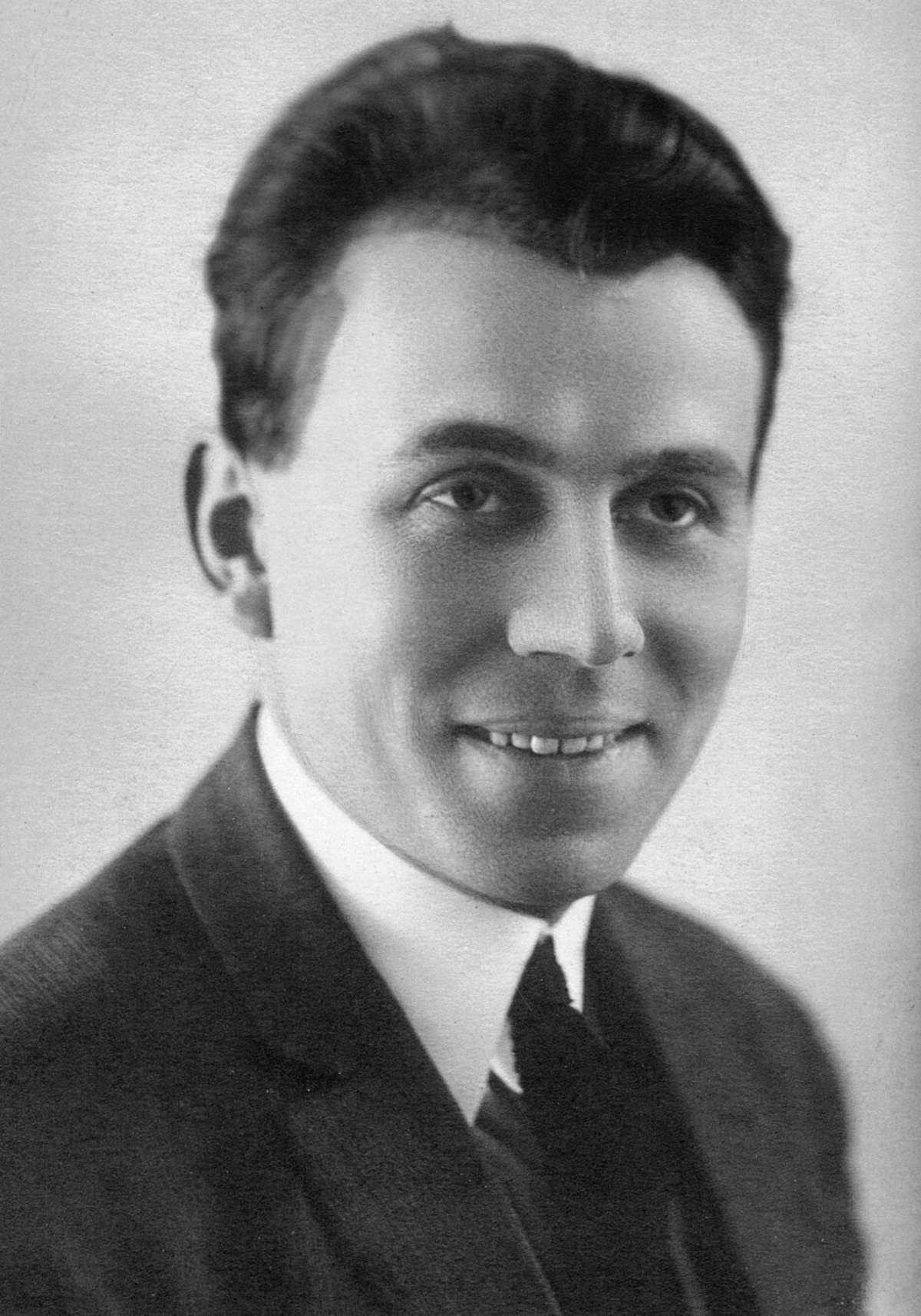
塞利纳肖像（摄于1920年代）

塞利纳最知名的作品是《茫茫黑夜漫游》。它打破了文学上关于时间、节奏的常规，比许多类似的前辈作家（如写成《緩期死亡》的埃米尔）大量使用俚语、粗话，继承了维永的传统。该书受到公众欢迎，但塞利纳最终没能获得龚古尔奖，虽然有很多人支持(Goncourt 32 by Eugène Saccomano, 1999)。
1936年他发表了《死缓》，该书2016年由翻译家金龙格首次翻译成中文出版，写出了关于人类苦难的新颖、混乱且反英雄的想象。它的文本中散布着各种回旋，增强了节奏感，语言更加风格化。
这两部小说证明了他不仅是新风格的创造者，而且是熟练的叙事者。萨特当时对他十分推崇。

### 流亡
纳粹德国崛起时，他写了三本反犹小册子：Bagatelles pour un massacre、L'École des cadavres和Les Beaux draps，最后一本是在法国沦陷时期发表的。塞利纳在解放后逃离了法国，加入了德国Sigmaringen的维希残部。此后数年他被迫流亡他国，1951年被大赦，回到了法国。

### 晚年

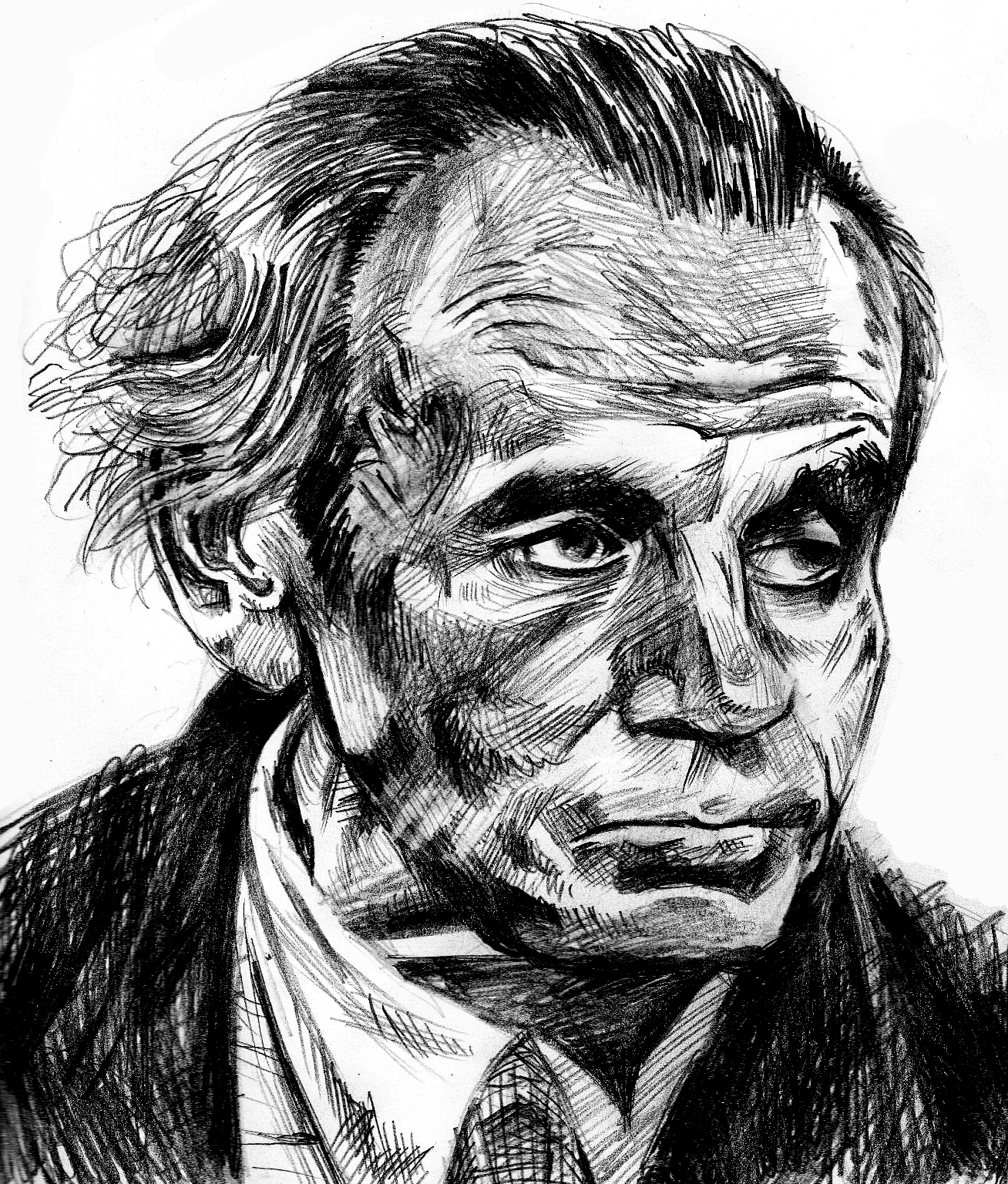
晚年的塞利纳（肖像素描）

塞利纳在晚年恢复了名望，他写了“德国三部曲”：《一座城堡到另一座城堡》（D'un château l'autre，中译本2018年12月由翻译家金龙格翻译，漓江出版社出版）、《北方》（Nord） 和 《轻快舞》（一译《里戈东》Rigodon）讲述自己的流亡生涯，米兰·昆德拉、菲利浦·索莱尔、茱莉亚·克莉斯蒂娃、获诺贝尔文学奖日本作家大江健三郎对这三部曲大为推崇，昆德拉在《相遇》中写道：“许多与塞利纳同代的大作家也都有过死亡、战争、恐怖、酷刑、流放的经历……而他是唯一发声诉说这种极其特殊经历的人，在这种经历中人被完全剥夺了生命的排场。”克莉斯蒂娃在其论著《恐怖的权利——论卑贱》中称赞塞利纳该三部曲中的“狂欢化写作”，称塞利纳“从身体到语言都达到了道德、政治和风格诱导法的顶峰，也是时代的顶峰”；而大江健三郎的传记小说《静静的生活》更是一部向《轻快舞》致敬的作品，称其“写得深沉动人甚或有锥心之痛……深深地打动着我”。
1961年7月1日塞利纳因动脉瘤破裂去世，葬在Bas Meudon的小墓地里。

## 作品和影响
《长夜行》是20世纪最著名的小说之一。塞利纳对萨缪尔·贝克特、让-保罗·萨特、雷蒙·格诺、让·热内和其他许多人都产生了影响，罗兰·巴特、阿兰·罗伯-格里耶、让-马里·古斯塔夫·勒克莱齐奥等人对他都十分推崇。《茫茫黑夜漫游》的爆炸性和口语化及其特有的极端虚无主义，使得当时的评论界感到震惊，其小资产阶级反英雄主角巴尔达米所遭遇的那些凄惨不幸，在普通读者中迅速引发了积极的反响。
塞利纳的小说中弥漫着悲观情绪，他创造的角色不断体验失败、焦虑、虚无和无力。那些关于背叛和利用的描写，既真实又虚幻，与他的生活紧密相连。他挚爱的两个生命，他的妻子和猫，仅仅因为亲切和温柔而被提到。他以语无伦次的话语表现出人性的裂变。一些批评家指出这些不连贯之处乃有意为之。
塞利纳的作品是黑色幽默的范例，在他笔下不幸、可怕的事往往是可笑的。他作品中对狂暴现实的描写、以及辩论性的文字是惊人的，但他真正的力量在于有能力去怀疑一切，从不失却愤怒的本性。塞利纳对欧文·威尔士、君特·格拉斯和查理·布考斯基也产生了一定影响。

### 引用
1. ↑  Twayne's World Author Series: Louis Ferdinand-Céline, by David O'Connell, p14
2. 1 2 3 4 5 6 7 8  O'Connell p14
3. ↑  David Cottington, Cubism in the Shadow of War: The Avant-garde and Politics in Paris, 1905-1914 (New Haven and London: Yale University Press, 1998), pp. 33-37).
4. ↑  O'Connell p15
5. ↑  .   [2019-01-12]. （原始内容存档于2021-02-05）.
6. ↑  .   [2019-01-12]. （原始内容存档于2019-01-12）.
7. ↑  .   [2019-01-12]. （原始内容存档于2020-09-09）.
8. ↑  O'Connell p148
9. ↑  The Nation, quoted in the New Directions Paperbook (Eighteenth Printing) of Journey to the End of the Night